# یاسین هیما
یاسین هیما (عربی: يسين هيما؛ زادهٔ ۲۵ مارس ۱۹۸۴) بازیکن فوتبال اهل الجزایر است.
از باشگاه‌هایی که در آن بازی کرده‌است می‌توان به باشگاه فوتبال نفتچی باکو، باشگاه فوتبال المپیک لیون، باشگاه فوتبال اوپن و باشگاه فوتبال الوطنی عربستان سعودی اشاره کرد.
وی همچنین در تیم ملی فوتبال الجزایر بازی کرده‌است.